# Ezíquio Barros Filho
Eziquio Barros Filho (Caxias, 11 de fevereiro de 1934 – 23 de março de 2018) foi um médico e político brasileiro.
Cursou Medicina pela UFMA - Universidade Federal do Maranhão nos anos 60. Foi eleito Presidente do Diretório Estudantil - DCE da UFMA, filiou-se ao PCdoB e lutou bravamente contra o regime militar ao lado da médica Maria Aragão, em São Luis-MA.

## Carreira Política
Ao concluir a faculdade de Medicina, retornou para sua cidade natal Caxias (no interior do Maranhão) engajando-se na política local. Ao lado de fortes lideranças Caxienses, iniciou oposição ao 'Vitorinismo' de Vitorino Freire, aliando-se ao então Governador José Sarney. Em 1983, foi eleito vereador, chegando à Presidência da Câmara Municipal, exercendo o cargo até 1988. Em 1990, foi candidato ao cargo de Deputado Estadual na região dos Cocais. Em 1992, foi eleito vice-prefeito na chapa do prefeito Paulo Marinho, com o apoio do ex-governador, João Alberto de Souza. Em 1994, apoiou a candidatura da então deputada federal, Roseana Sarney, ao Governo do Maranhão e do ex-governador Edison Lobão ao Senado. Em 1996, foi eleito prefeito de Caxias pelo PSC, assumindo a frente da Prefeitura de Caxias em 1 de janeiro de 1997, com apoio do prefeito, Paulo Marinho. Em 1998, apoiou a reeleição da governadora Roseana Sarney ao governo do Maranhão e de João Alberto para o Senado.

## Familiares
- Filiação Eziquio Barros (Comerciante) e Nair Palhano Barros (Funcionária Pública).
- Irmão de Ezinair Barros, Lúcia Barros, Maria das Graças Barros, Ruy Palhano (psiquiatra) e Raimundo Palhano.
- Pai de Eziracy Barros (Administradora), Ezianne Barros (Arquiteta), Eziquio Barros Neto (Arquiteto) e Ezikelly Barros (Advogada).
- Sobrinho do ex-Governador do Maranhão Eugênio Barros.[carece de fontes?]